# Els Salzes
Els Salzes (llatí: Ad Salices) va ser una petita ciutat de Mèsia, estació de la via romana, que l'Itinerari d'Antoní situa propera a la desembocadura del Danubi, a 43.000 passes d'Halmiris, i a 62.000 de Tomis.
Les planures pantanoses que l'envolten van ser l'escenari d'una sagnant batalla entre el got Fritigern i les forces de l'emperador Valent l'any 377 coneguda també com a batalla d'Els Salzes, dins del context de la Guerra gòtica.